# Седоголовая поганка
Седоголо́вая пога́нка (лат. Poliocephalus poliocephalus) — один из двух видов белоголовых поганок, семейства поганковых, обитающий в Австралии и Тасмании. Крайне редко данный вид можно встретить и в Новой Зеландии.

## Описание
Седоголовая поганка — маленькая, приземистая птица. Взрослые особи достигают длины 29—31 см и весят около 250 г. Оперение темновато-серое или белое, радужная оболочка  неприметная, коричневого цвета. Взрослые особи в период размножения имеют на голове серебристо-белые полоски перьев, похожих на волосы. Отличительным признаком данного вида является узкая чёрная полоса на задней части шеи. У ювенильных птиц передняя часть головы — полосатая. Подбородочная часть головы и горло окрашены в белый цвет, а задняя часть шеи в белую и коричневую крапинку.
Самцы и самки данного вида между собой внешне практически не отличаются. Только лишь тёмный клюв со светлым кончиком у самцов немного длиннее, чем у самок.
Вследствие похожих строения, размеров и внебрачной окраски седоголовую поганку часто путают с новозеландской поганкой, а также австралийской малой поганкой, последнюю однако можно отличить по тёмной окантовке, которая простирается за глазами.

## Распространение

### Ареал
Седоголовую поганку можно обнаружить практически во всех штатах Австралии и Тасмании, где её популяция насчитывает около 500 000 особей, а также в Новой Зеландии. В засушливых районах Австралии данный вид, как правило, отсутствует. Ареал австралийской белоголовой поганки практически совпадает с ареалом австралийской малой поганки.

### Места обитаний
Седоголовая поганка обычно населяет большие открытые водоёмы, каковыми могут быть эстуарии, солёные и пресные водоемы.

## Образ жизни

### Социальное поведение

Группа седоголовых поганок

Поведение седоголовой поганки несколько отличается от поведения других представителей семейства поганковых. Она чаще взлетает при приближении человека, в то время как другие поганки обычно ныряют, менее крикливая, а также наиболее социальная, с менее выраженным состязательным поведением.
Седоголовые поганки гнездятся в колониях до 400 гнёзд, в остальной период живут огромными стаями от 1000 до 10 000 особей. В отличие от таких видов, как большая и западная поганки, которые демонстрируют наиболее зрелищное поведение во время тока, брачные ухаживания австралийской белоголовой поганки относительно просты и похожи на ухаживания новозеландской поганки.

### Миграция
Пути миграции седоголовой поганки недостаточно изучены, однако предполагают, что данный вид появляется всюду, где вода может задерживаться после дождя.

### Питание
Седоголовая поганка питается мелкими водными членистоногими, которых она ловит в основном глубоко ныряя под воду. Этот вид кормится днём, а при плохом освещении ищет пищу преимущественно на поверхности воды.

## Размножение
Седоголовая поганка сооружает гнездо на мелководье, на некотором расстоянии от берега, среди плавающих водорослей, осоки, камыша или другой растительности низин, затопляемых морской водой. Для построения гнезда использует непрочно прикрепленные водоросли и упавшие ветки. Оба родителя принимают участие в высиживании яиц.

## Экология
В прибрежных областях седоголовая поганка может быть уязвима для нефтяных пятнен. Искусственный контроль паводков в некоторых областях может мешать её размножению.